# Плебанівка (Жмеринський район)
Плебані́вка — село в Україні, у Шаргородській міській громаді Жмеринського району Вінницької області. Населення становить 1699 осіб.
Розташоване у межиріччі річок Гнила (Лозова) та Мурашка (праві притоки р. Мурафа).

## Історія
Перша назва — Княжа Лука.
12 червня 2020 року відповідно до Розпорядження Кабінету Міністрів України № 707-р «Про визначення адміністративних центрів та затвердження територій територіальних громад Вінницької області» увійшло до складу Шаргородської міської громади.
19 липня 2020 року, в результаті адміністративно-територіальної реформи та ліквідації Шаргородського району, село увійшло до складу Жмеринського району.

## Селянські заворушення проти радянської влади
Односельці заарештованих у с. Плебанівка «куркулів» 11 березня гуртом накинулися на опергрупу, побили уповноваженого ДПУ УСРР. Вранці селяни рушили на Шаргород, до них приєдналися мешканці сусідніх сіл Козлівка і Шостаківка (нині у складі м. Шаргород). Були розіслані посланці по навколишніх селах із закликом приєднуватися до повстанців. Натовп у 1,5 тис. осіб прибув до Шаргорода, щоб звільнити заарештованих. Повсталі оточили райвиконком та райком КП(б)У, розгромили райвиконком і фінансовий відділ, де містилися документи про ненависне для селян оподаткування, папери й книги спалили. У вогонь повкидали й портрети вождів режиму. Комуністів та активістів побили, загнали у монастир, звідки вони відстрілювалися разом із міліцією; лише з появою опергрупи ДПУ УСРР у складі 30-ти осіб селяни розійшлися. Війська, викликані з Могилева-Подільського, оточили повсталі села, взяли заручників. Звинувачення навесні 1930 були пред'явлені тільки двом організаторам, але 1937/38 енкаведисти заарештували й стратили всіх інших.

## Економіка та інфраструктура
На території сільської ради працюють ТОВ «Агрофірма Шаргород», ТОВ «Агросвіт», ФГ «Плебанівський сад», ФГ «Урожай», ФГ «Нива – Лан», ФГ «Дивина С», ФГ «Майданюка», ФГ «Майданюка А.А.», ФГ «Агро Юпітер» також в селі діє загальноосвітня школа І-ІІІ ст., дитячий садок, будинок культури, бібліотека, амбулаторія, поштове відділення, дев'ять магазинів, один пункт по заготівлі молока, ветеринарна дільниця.

## Відомі уродженці
- Семенюк Анатолій Іванович (*1949) — заслужений працівник сільського господарства України.
- Свитко Сергій Михайлович (*1961) — голова Вінницької обласної ради;
- Соколовий Вячеслав Петрович (*1975) — голова Вінницької обласної ради.